# Hennadij Udowenko
Hennadij Josypowicz Udowenko (ur. 22 czerwca 1931 w Krzywym Rogu, zm. 12 lutego 2013 w Kijowie) – ukraiński polityk i dyplomata, w latach 1994–1998 minister spraw zagranicznych, od 1999 do 2003 przewodniczący Ludowego Ruchu Ukrainy, poseł do Rady Najwyższej III, IV i V kadencji.

## Życiorys
Absolwent stosunków międzynarodowych na Uniwersytecie Kijowskim. Od 1952 zatrudniony w administracji rządowej, od 1959 w Ministerstwie Spraw Zagranicznych ZSRR. Awansował w strukturze resortu, od 1980 do 1985 był zastępcą ministra, następnie do 1991 stałym przedstawicielem Ukraińskiej SRR przy Organizacji Narodów Zjednoczonych.
Po uzyskaniu przez Ukrainę niepodległości został w 1991 wiceministrem spraw zagranicznych. Od 1992 do 1994 pełnił funkcję ambasadora nadzwyczajnego i pełnomocnego w Polsce. 25 sierpnia 1994 został ministrem zagranicznych, sprawując ten urząd do 17 kwietnia 1998. W międzyczasie przewodniczył sesji Zgromadzenia Ogólnego ONZ (1997–1998).
Po śmierci Wiaczesława Czornowiła w marcu 1999 został pełniącym obowiązki przewodniczącego Ludowego Ruchu Ukrainy. Funkcję tę pełnił do maja 2003. W wyborach w 1999 kandydował na prezydenta, otrzymując 319 778 głosów (1,22%) i zajmując 7. miejsce wśród 13 pretendentów. W latach 1998–2007 przez trzy kadencje zasiadał w ukraińskim parlamencie, uzyskując mandat deputowanego z ramienia Ludowego Ruchu Ukrainy (1998) oraz koalicji Blok Nasza Ukraina (2002, 2006).
Odznaczony m.in. Orderem „Za Zasługi” II klasy (2011) oraz Orderem Księcia Jarosława Mądrego V klasy (1998), IV klasy (2005) i III klasy (2007).